# تومي مكلارين
تومي مكلارين (بالإنجليزية: Tommy McLaren)‏ هو لاعب كرة قدم بريطاني في مركز الوسط، ولد في 1 يونيو 1949 في ليفينغستون في المملكة المتحدة، وتوفي في 23 يوليو 1978 في تيلفورد في المملكة المتحدة بسبب تسمم بأحادي أكسيد الكربون. لعب مع بورت فايل وبيرويك راينجرز ونادي تلفورد يونايتد.